# Сакалаускас, Арунас (скульптор)
Арунас Сакалаускас (лит. Arūnas Sakalauskas; род. 13 мая 1952, Тельшяй, Клайпедская область) — литовский скульптор, лауреат Национальной премии Литвы по культуре и искусству (1994); профессор; муж актрисы театра и кино Виргинии Коханските.

## Биография
В 1968 году окончив среднюю школу в Тельшяй, поступил в Тельшяйский техникум прикладного искусства, который окончил в 1972 году. В 1979 году окончил Художественный институт Литовской ССР. С 1979 года участвует в выставках. С 1985 года преподаёт в Вильнюсской художественной академии, с 2004 года — заведующий кафедры основ искусства в Клайпеде; профессор (2008).

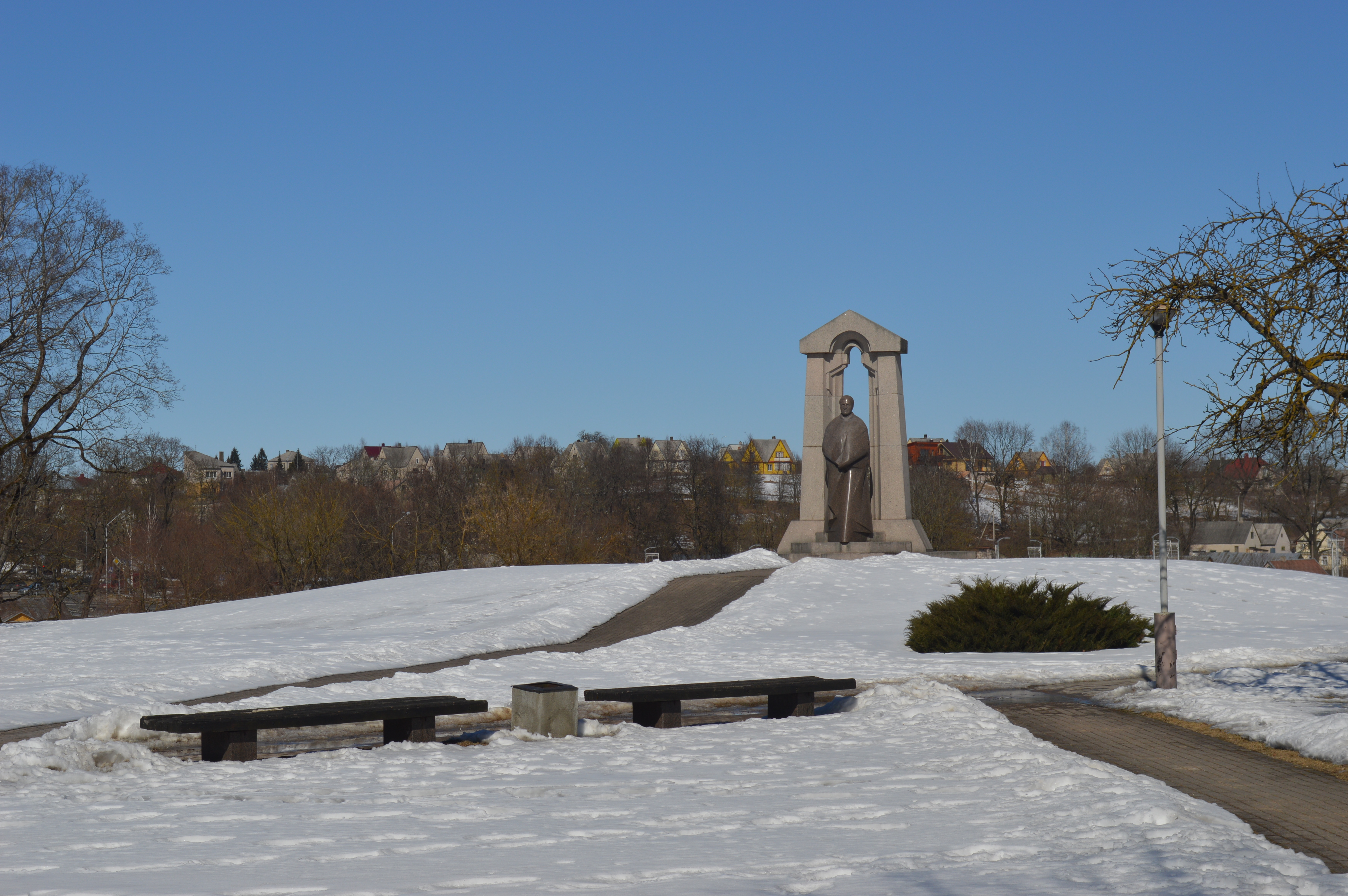
Памятник Антанасу Баранаускасу (Аникщяй)

С 2005 года председатель Клайпедского отделения Союза художников Литвы.

## Награды и звания
- Медаль ордена «За заслуги перед Литвой» (2022)[2]
- Национальная премия Литвы по культуре и искусству (1994) за монументальный памятник епископу поэту Антанасу Баранаускасу (Аникщяй)[3].

## Творчество
Участвует в выставках и симпозиумах в Литве и за рубежом (Латвия, Болгария, Дания, Германия и другие) с 1979 года. В творчестве преобладают темы истории культуры Литвы и литовской самобытности. В своих произведениях, отказываясь от сюжетности, обращается к метафорам и символам, прибегает к выразительными пластическим интерпретациям человеческих фигур. Используя гранит и бронзу, создаёт мемориальные скульптуры, посвящённые выдающимся деятелям литовской культуры и церковной истории.
Важнейшие памятники работы Арунаса Сакалаускаса: открытый в 1993 году в сквере перед костёлом в Аникщяй памятник священнику и поэту Антанасу Баранаускасу (архитектор Ричардас Криштапавичюс); пастору и поэту, собирателю литовских народных песен Людвикасу Резе в Юодкранте (1994); епископу Мельхиору Гедройцу и канонику Микалоюсу Даукше в Варняй (1999) перед зданием бывшей Ворненской духовной семинарии (ныне Музей Жемайтийского епископства); памятник единой Литве «Арка», возведённый в Клайпеде к 85-й годовщине Тильзитского акта и 80-й годовщине присоединения Клайпедского края к Литве (2003); памятник Людвикасу Резе в Калининграде (2006); кардиналу Винцентасу Сладкявичюсу в Кайшядорисе (2007); создателю литовского гимна Винцасу Кудирке в Вильнюсе (2009; архитектор Ричардас Криштапавичюс).
Автор скульптур «Птицы» (1982), «Надежда» (1984), «Крик» (1985), «Крылатые» (1989) в Парке скульптур в Клайпеде.
В соборе Святого Антония Падуанского в Тельшяй в 1998 году установлена мемориальная доска в память епископов Винцентаса Борисявичюса, Юстинаса Стаугайтиса и Пранцишкуса Раманаускаса работы Арунаса Сакалаускаса. В том же году в Клайпеде была открыта памятная доска писателю и дипломату Игнасу Шейнюсу.
Создал надгробные памятники в Шяуляй, Клайпеде, Каунасе (на могиле священника Ричардаса Микутавичюса, Пятрашюнское кладбище, 2001).
Автор скульптурных портретов скульптора Витаутаса Юзикенаса (1984), поэта Паулюса Ширвиса (1985), поэта Антанаса Йонинаса (1986), театрального режиссера Гитиса Падегимаса (1988).
Произведения скульптора хранятся в Литовском художественном музее.

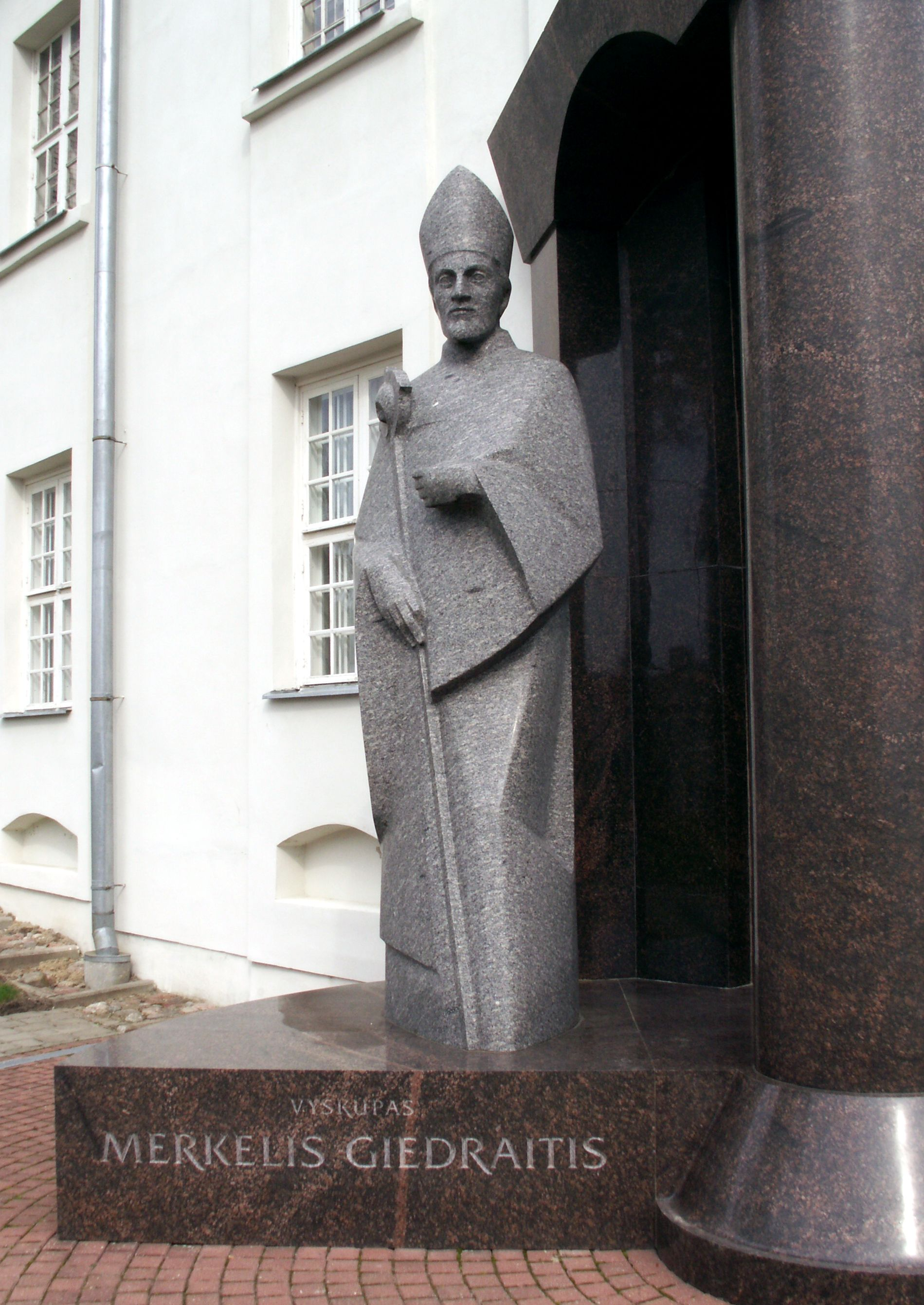
Памятник Мельхиору Гедройцу (Варняй)
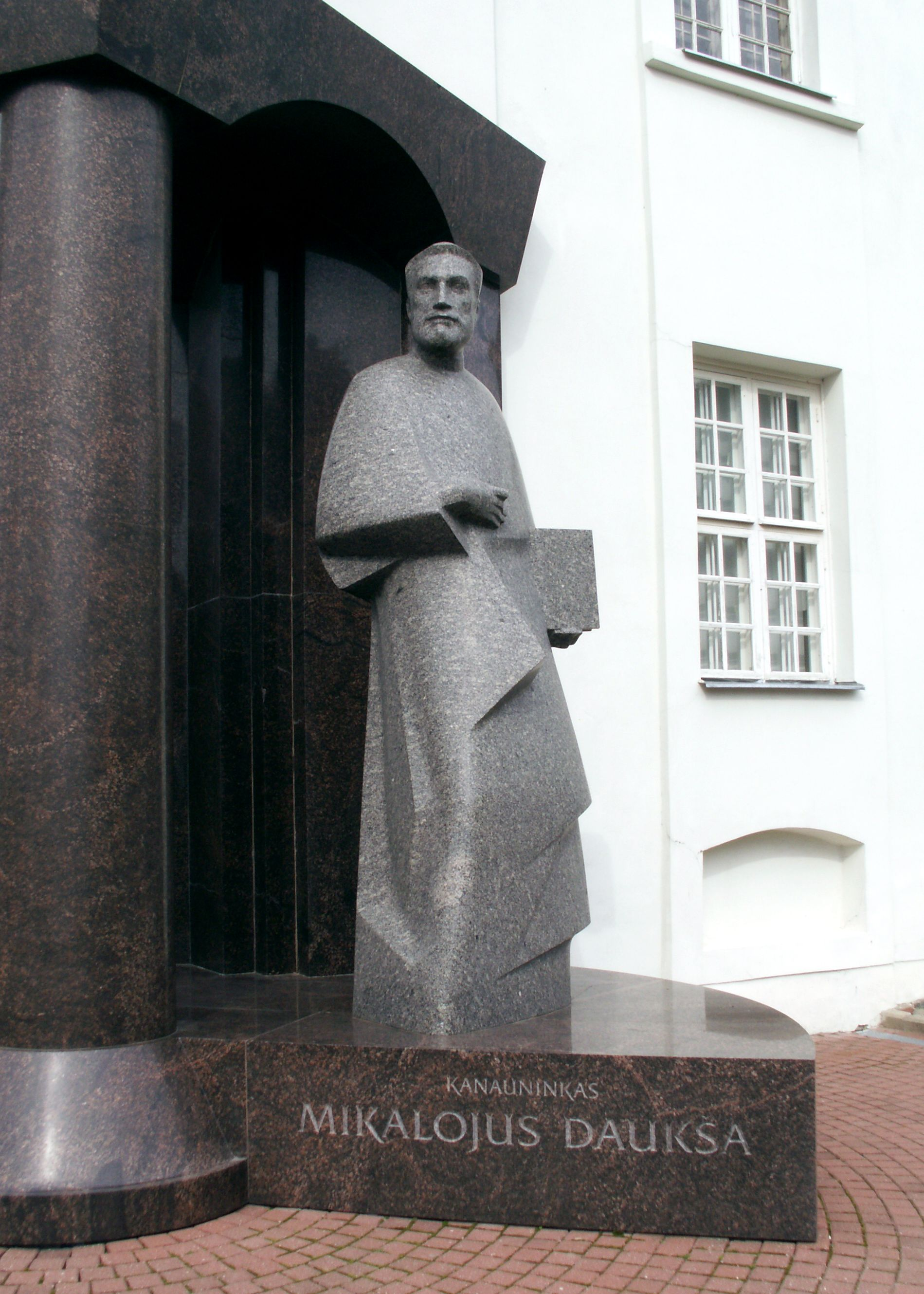
Памятник Микалоюсу Даукше (Варняй)
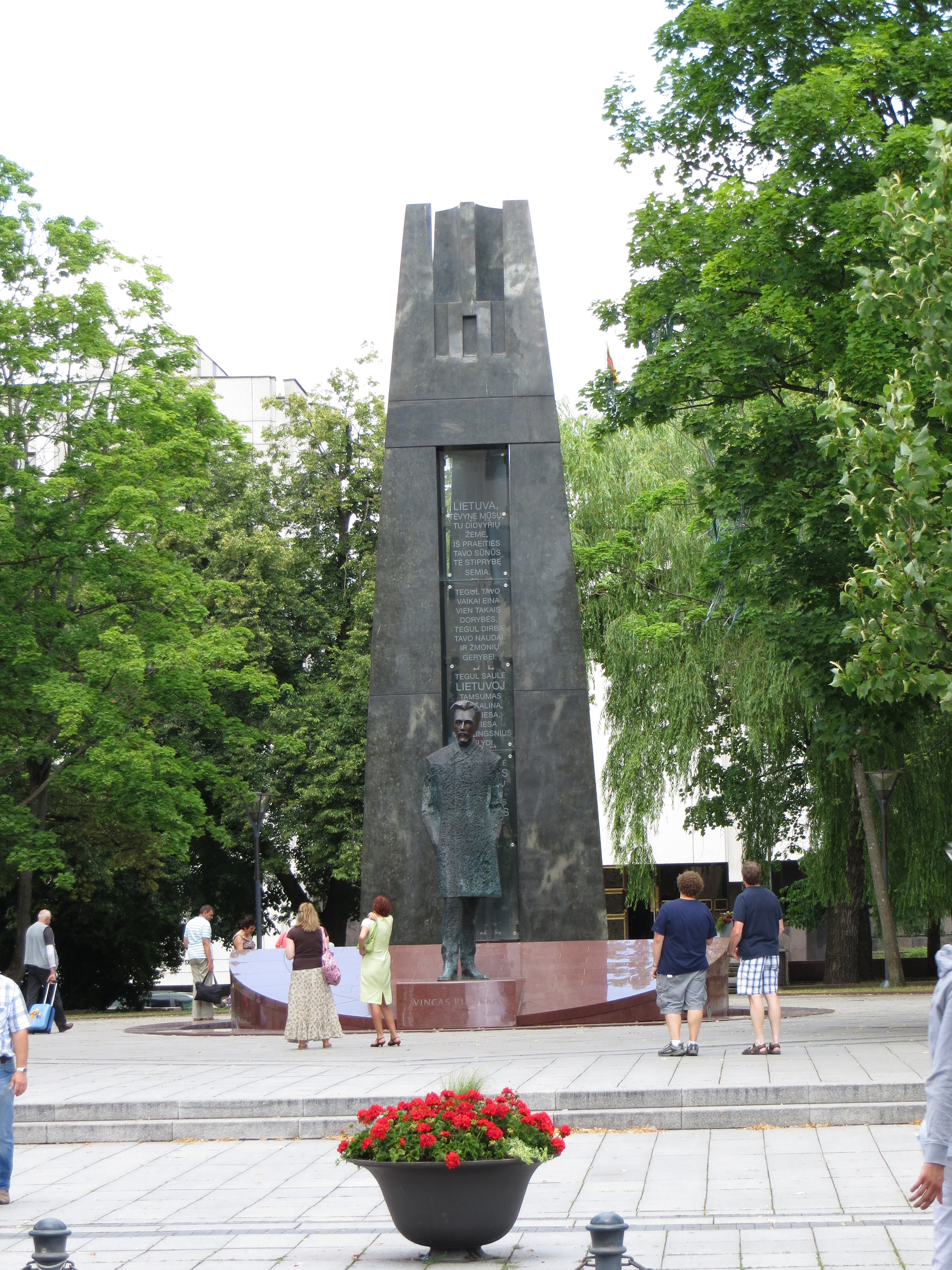
Памятник Винцасу Кудирке (Вильнюс)
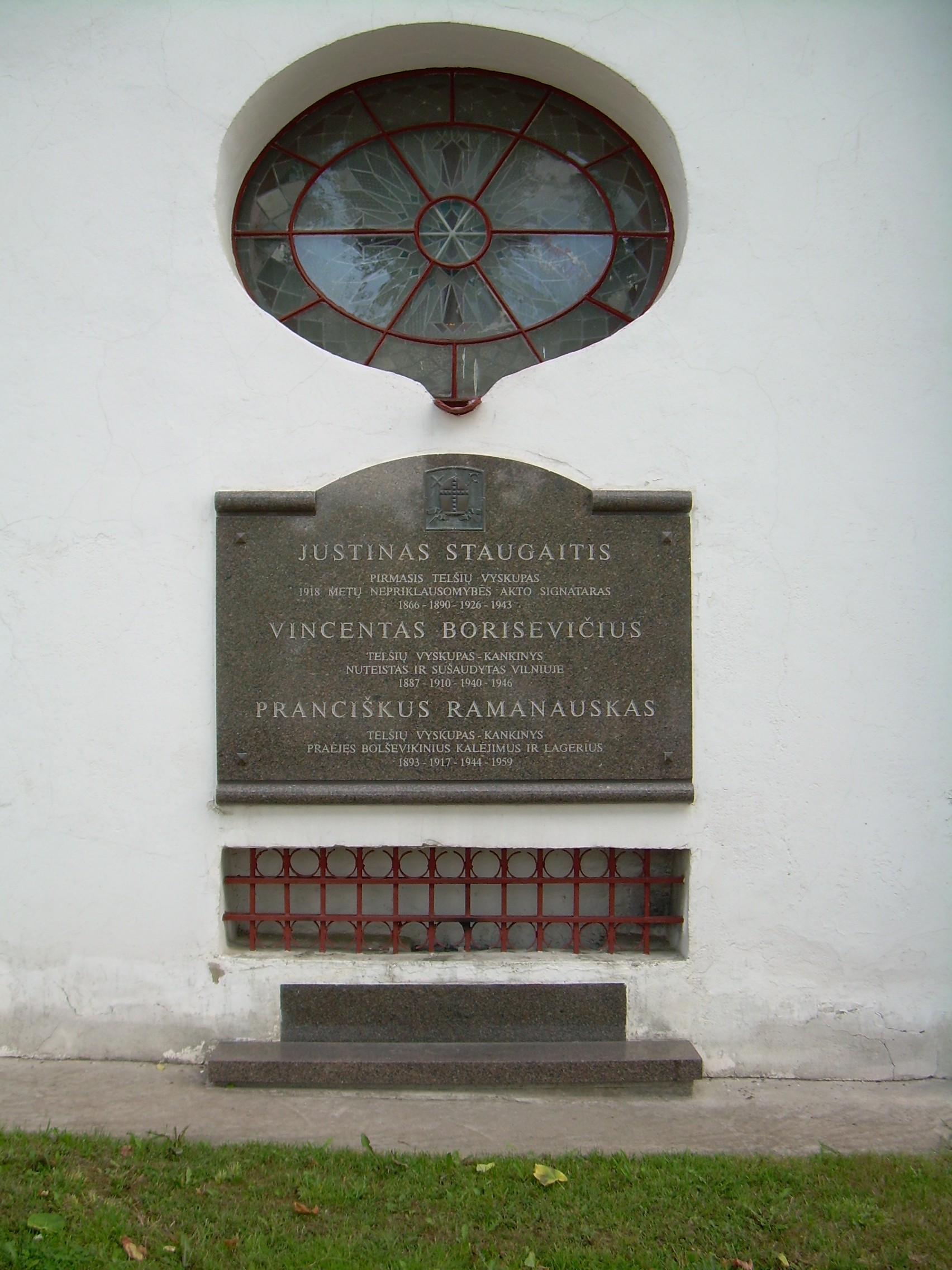
Памятная доска епископам Винцентасу Борисявичюсу, Юстинасу Стаугайтису и Пранасу Раманаускасу (Тельшяй)
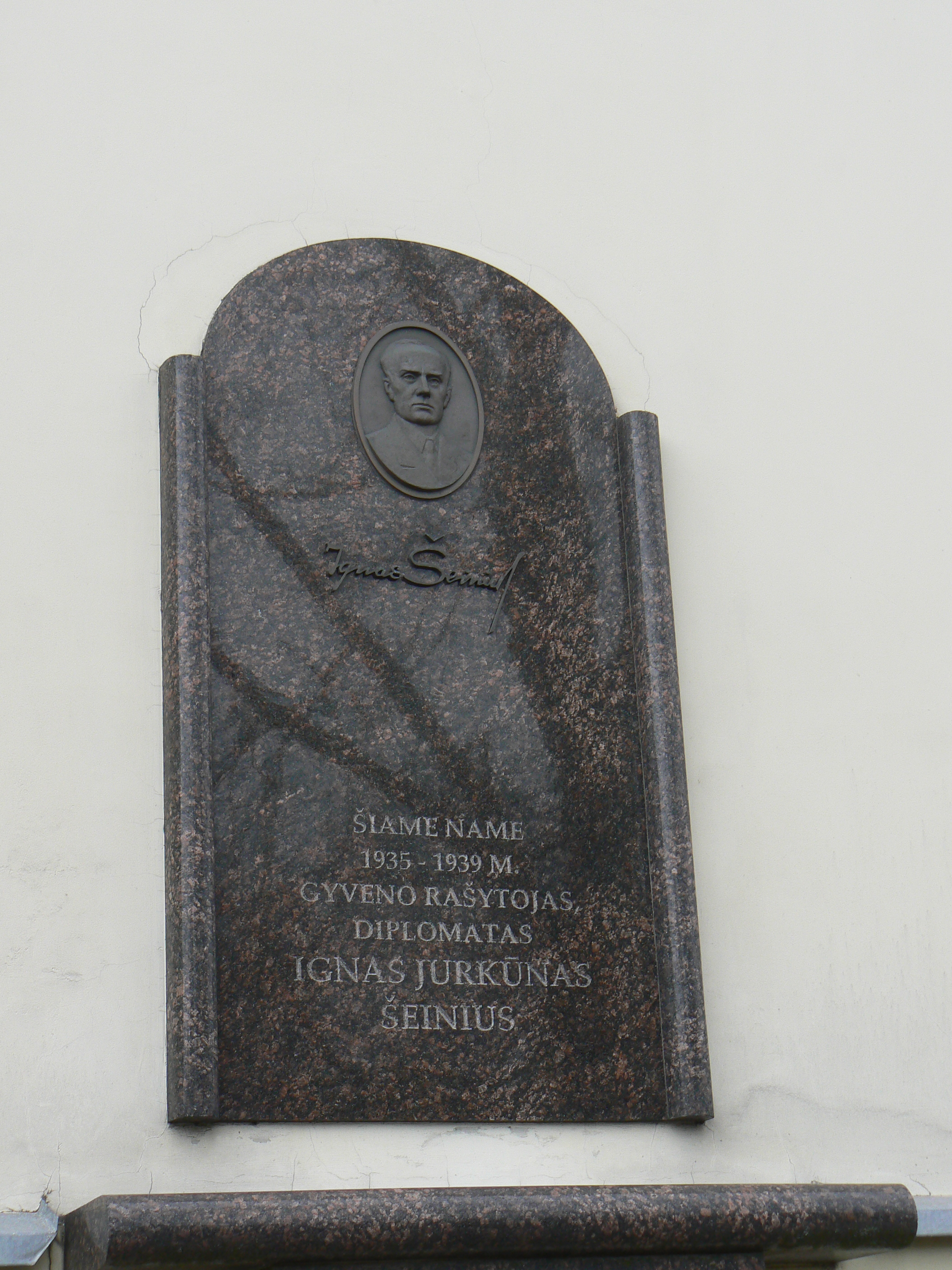
Памятная доска Игнасу Шейнюсу (Клайпеда)